# Smithsonite
La smithsonite, nota anche calamina (simbolo IMA: Smt), è un minerale comune del gruppo della calcite appartenente alla classe minerale dei "carbonati e nitrati" con composizione chimica ZnCO3 e quindi, da un punto di vista chimico, è un carbonato di zinco.

## Etimologia e storia
La calamina è una miscela di smithsonite ed emimorfite (minerale di zinco siliceo) o anche idrozincite. Il mineralogista inglese James Smithson (1765-1829), fondatore dello Smithsonian Institution fu il primo a distinguere questi minerali, e al minerale smithsonite fu dato il nome attuale in suo onore.

## Classificazione
Nella Sistematica dei lapis (Lapis-Systematik) di Stefan Weiß al minerale è stato assegnato il sistema nº V/B.02-60. In questa sistematica ciò corrisponde alla classe dei "carbonati anidri [CO3]2− senza anioni estranei", dove la smithsonite forma il "gruppo della calcite" insieme a calcite, gaspéite, magnesite, otavite, rodocrosite, siderite, sferocobaltite e vaterite.
La nona edizione della sistematica dei minerali di Strunz, che è stata aggiornata l'ultima volta dall'Associazione Mineralogica Internazionale (IMA) nel 2009, classifica la smithsonite nella classe "5. Carbonati (nitrati)" e da lì nella sottoclasse "5.A Carbonati senza anioni aggiuntivi, senza H2O"; questa viene ulteriormente suddivisa in base agli elementi chimici presenti nel minerale in modo che la smithsonite possa essere trovata nella sezione "5.AB Carbonati di metalli alcalino terrosi (e altri M2+)" dove forma il sistema nº 5.AB.05 insieme a magnesite, rodocrosite, siderite, calcite, otavite, gaspéite e sferocobaltite.
Tale classificazione è proseguita dal database "mindat.org", chiamata anche Classificazione Strunz-mindat, dove la smithsonite conserva la classificazione che aveva nella nona edizione di Strunz.
Nella classificazione dei minerali secondo Dana, utilizzata principalmente nel mondo anglosassone, la smithsonite ha il numero di sistema e minerale 14.01.01, che corrisponde alla classe dei "carbonati, nitrati e borati" e quindi alla sottoclasse dei "carbonati anidri". Qui forma il "gruppo della calcite (Trigonale: R3c)" nell'ambito della suddivisione "carbonati anidri con formula semplice A+CO3".

## Chimica
La cmithsonite è composta per il 52,15% da zinco (Zn), per il 9,58% da carbonio (C) e per il 38,28% da ossigeno (O). Tuttavia, a volte può contenere alti livelli di ferro (Fe) e manganese (Mn), noti rispettivamente come ferro-smithsonite (nota anche col sinonimo monheimite) e mangano-smithsonite. Inoltre, la smithsonite può contenere piccole quantità di calcio, piombo, rame, magnesio e cadmio, e in tracce anche germanio e indio. La smithsonite è anche spesso contaminata da ossido ferrico e silicato di alluminio.
Il contenuto di cadmio in alcune smithsoniti è dovuto alla formazione di cristalli misti con otavite (CdCO3).

## Abito cristallino
La smithsonite cristallizza nel sistema trigonale nel gruppo spaziale R3c (gruppo nº 167) con i parametri del reticolo a = 4,65 Å e c = 15,03 Å oltre a sei unità di formula per cella unitaria.
La smithsonite è isotipica della calcite.

## Proprietà chimico-fisiche
La smithsonite pura è incolore. Tuttavia, incorporando ioni aggiuntivi nel sistema cristallino, può assumere colori diversi. Ad esempio, il colore bluastro è causato da miscele estranee di ioni rame e il delicato colore dal rosa al viola degli ioni cobalto.
Con una durezza Mohs da 4 a 5, la smithsonite è uno dei minerali medio-duri che possono essere graffiati con un coltellino tascabile, simile ai minerali di riferimento fluorite (durezza 4) e apatite (durezza 5). La sua densità è compresa tra 4,3 e 4,5 (in forma pura 4,43) g/cm³ ed è paragonabile al titanio.
Se riscaldato ad alte temperature, lo smithsonite si decompone in ossido di zinco (ZnO). In passato, questo decadimento veniva utilizzato, tra l'altro, per la verifica qualitativa: l'ossido di zinco sublimato viene depositato sul carbone davanti al cannello a soffiatura. Questo è giallo limone quando è caldo e assume il tipico colore bianco dell'ossido di zinco solo quando viene raffreddato.
La smithsonite a volte mostra una fluorescenza verde, blu-bianca, rosa o marrone. Il minerale risulta solubile facilmente in acidi producendo effervescenza.

## Origine e giacitura
La smithsonite si forma per ossidazione in diverse vene primarie di minerale di zinco. Vi si trova per lo più in piccoli cristalli, più spesso in aggregati a forma di rene, conchigliati, stalattitici, anche grossolani in masse dense e terrose, e forma nidi, bastoncini e depositi, soprattutto in rocce calcaree e dolomitiche di varie formazioni nella zona di Eschweiler-Stolberg in Renania Settentrionale-Vestfalia, vicino a Wiesloch (Baden-Württemberg), come rivestimento su cristalli di calcite a Rammelsberg (vicino a Goslar/Harz), vicino a Tarnowitz in Slesia, anche in Carinzia, Stiria, Belgio, Inghilterra, sull'isola di Taso in Grecia.
In Italia la smithsonite è stata rinvenuta nelle miniere di piombo e zinco della provincia di Bergamo, specialmente a Gorno, Oneta, Parre e al laghetto di Polzone nella Presolana; a Corvara, presso Sarentino in provincia di Bolzano, Vignola-Falesina ed a Cinquevalli presso Roncegno in provincia di Trento; dei campioni di questo minerale provenivano dalla miniera Argentera presso Auronzo di Cadore in provincia di Belluno; anticamente si trovava anche nella miniera di Raibi presso Tarvisio, in provincia di Udine Il minerale è stato trovato anche molte altre regioni; solo per citarne alcuni: a Paularo (Friuli-Venezia Giulia); Allumiere (Lazio); Besano, Collio e Parre (Lombardia); Armeno e Gignese (Piemonte); moltissime località della Sardegna, della Toscana e del Veneto.
Altri siti includono Broken Hill in Australia, Tsumeb in Namibia, Magdalena (Nuovo Messico, Stati Uniti); le prefetture di Miyagi, Miyazaki e di Shizuoka (Giappone); a Saint Ouen (Baliato di Jersey). In tutto il mondo sono noti circa 1600 siti.

## Forma in cui si presenta in natura
La smithsonite sviluppa cristalli ben formati con habitus romboedrico o scalenoedrico, che possono quindi crescere fino a 12 cm di dimensione e mostrare una lucentezza simile al vetro sulle superfici. Per lo più, tuttavia, si trova sotto forma di aggregati uva, stalattitici o da granulari a grossolani con superfici di lucentezza perlacea.
Nella sua forma pura, la smithsonite è incolore e trasparente. Tuttavia, a causa della rifrazione multipla della luce dovuta a difetti di costruzione del reticolo o alla formazione policristallina, può anche essere bianco traslucido e assumere un colore verdastro, giallastro o bluastro, nonché grigio chiaro o scuro e marrone a causa di miscele estranee. Il cadmio tinge di giallo i cristalli, mentre il rame li tinge di verde.

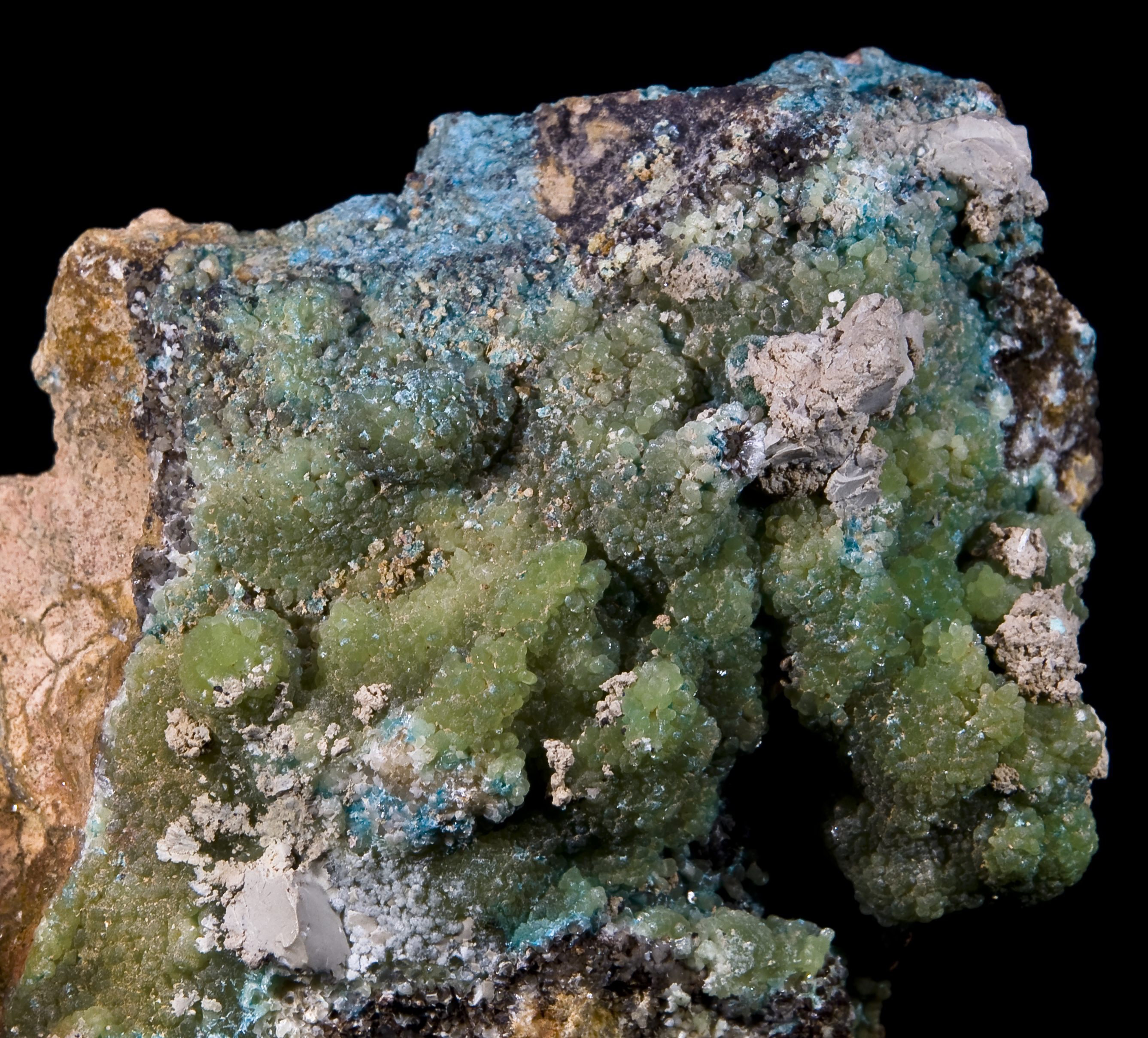
Cuprosmithsonite - Chessy-les-Mines, Francia
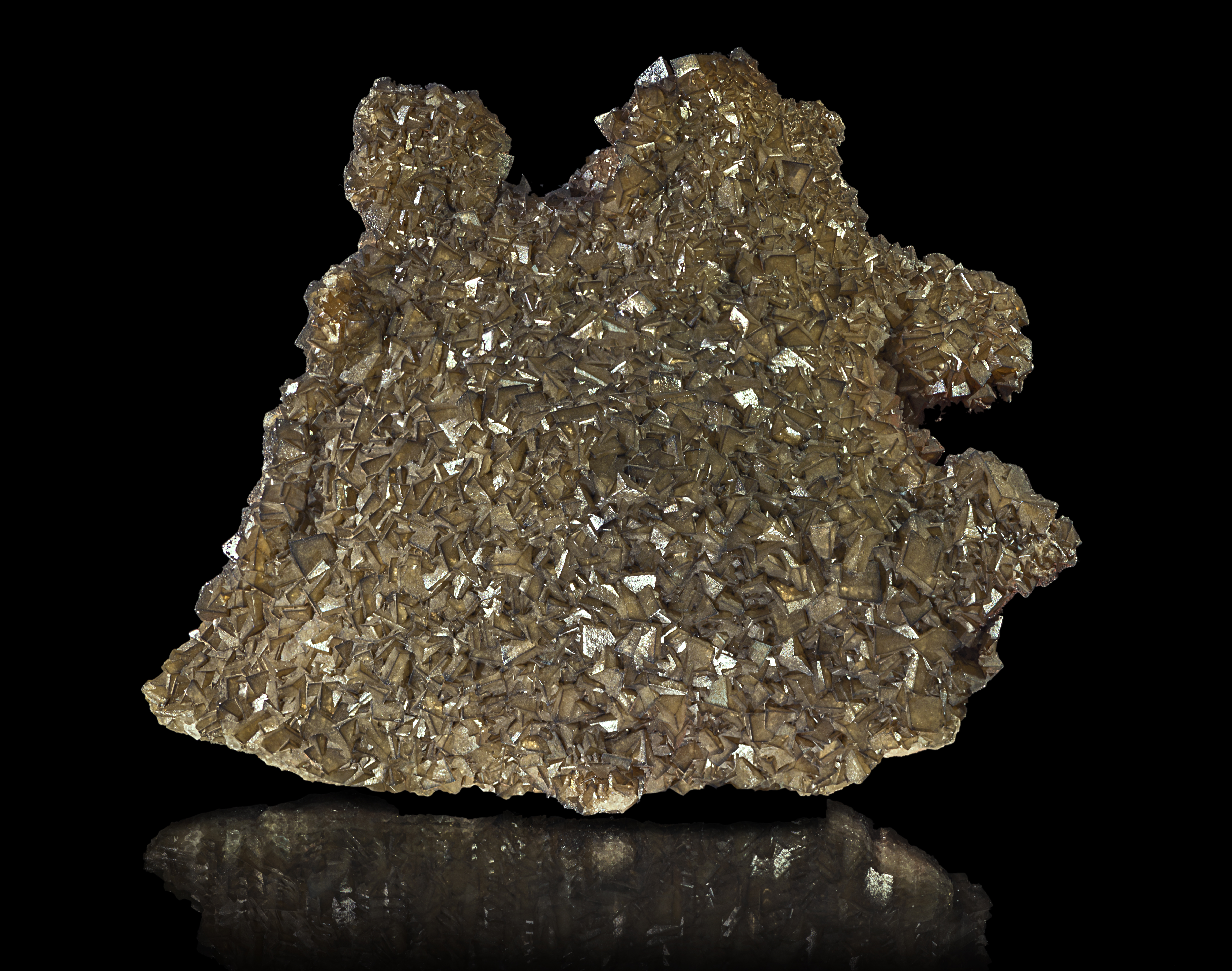
Cadmiosmithsonite - Tsumeb, Namibia
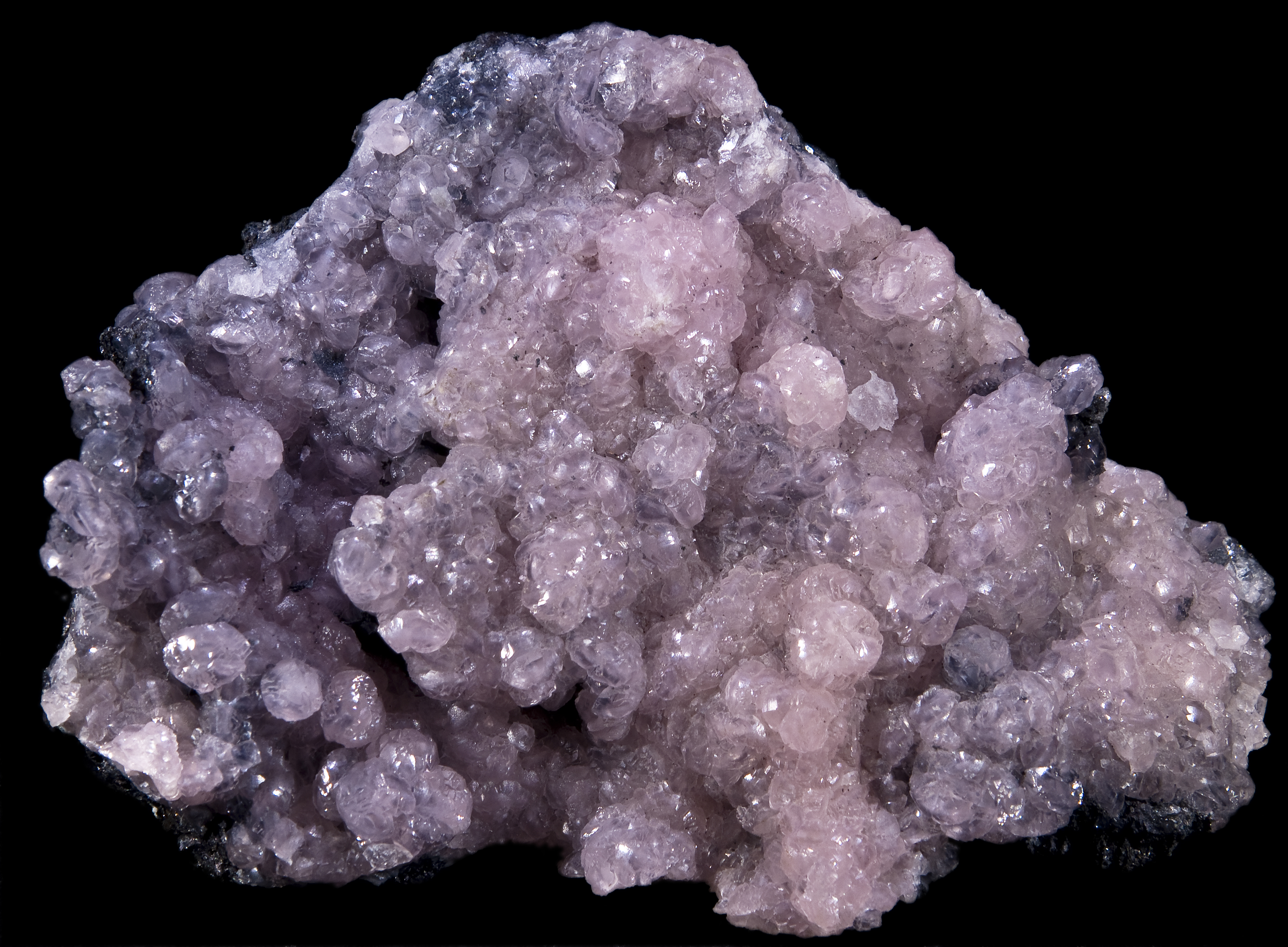
Cobaltosmithsonite - Tsumeb, Namibia

## Utilizzi

### Come materia prima
La smithsonite è stata utilizzata come fornitore di zinco per la produzione di ottone fino alla fine del XVIII secolo, insieme ad altri minerali di calamina. Questo processo, che era stato comune fino ad allora, era la cementazione, in cui la calamina veniva aggiunta direttamente al pezzo di rame come aggregato. Lo zinco, che si dissocia gassosamente dalla calamina quando riscaldato, si diffonde nelle piastrine di rame, formando l'ottone come una lega. Questo è stato chiamato il "modo olandese" di produzione dell'ottone. Per molto tempo, però, non si riconobbe che la calamina fornisse lo zinco necessario per l'ottone, ma si pensò che fosse una sorta di colorante che colorava il rosso rame di colore giallo oro.

### Come pietra preziosa

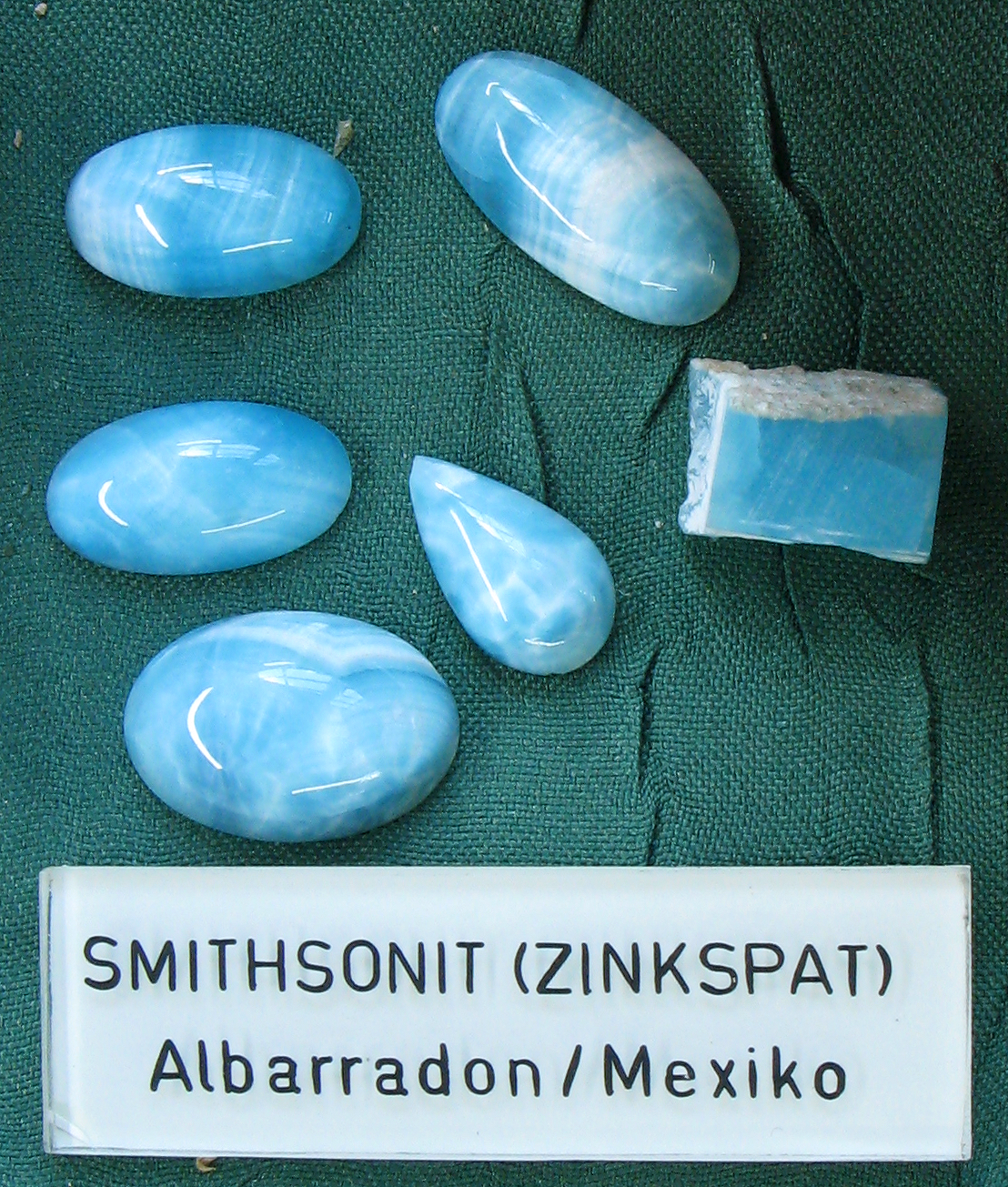
Smithsonite blu, fasciata e nuvolata, vari cabochon

La smithsonite è una delle pietre preziose piuttosto poco conosciute a causa della sua relativa morbidezza. Tuttavia, è piuttosto ambito a causa del suo attraente colore blu-verde tendente al viola e della sua lucentezza perlacea occasionalmente iridescente e di conseguenza viene trasformato in gioielli o come pietra burattata. Poiché la smithsonite si trova principalmente negli aggregati traslucidi, si preferisce il taglio cabochon.
La smithsonite è simile nell'aspetto ai minerali e alle pietre preziose turchese, alla varietà di quarzo crisoprasio, alla varietà pectolite larimar e giada, ma anche alle calciti, alle emimorfiti e alle aragoniti di colore corrispondente ed è in parte imitata da loro. Quando si acquistano pezzi costosi, è quindi necessario richiedere una prova di autenticità.